# Érsekújvár–Aranyosmarót-vasútvonal
Az Érsekújvár–Aranyosmarót-vasútvonal egy egyvágányú, nem villamosított vasútvonal Szlovákiában.

## Fordítás
Ez a szócikk részben vagy egészben  a(z)   Železničná trať Nové Zámky – Zlaté Moravce című szlovák Wikipédia-szócikk fordításán alapul.  Az eredeti cikk szerkesztőit annak laptörténete sorolja fel. Ez a jelzés csupán a megfogalmazás eredetét és a szerzői jogokat jelzi, nem szolgál a cikkben szereplő információk forrásmegjelöléseként.

## Külső hivatkozások
- Érsekújvár–Aranyosmarót – Vlaky.net (szlovákul)